# Heřmaneč
Heřmaneč (deutsch Hermantsch) ist eine Gemeinde in Tschechien. Sie liegt 21 Kilometer östlich von Jindřichův Hradec und gehört zum Okres Jindřichův Hradec.

## Geographie

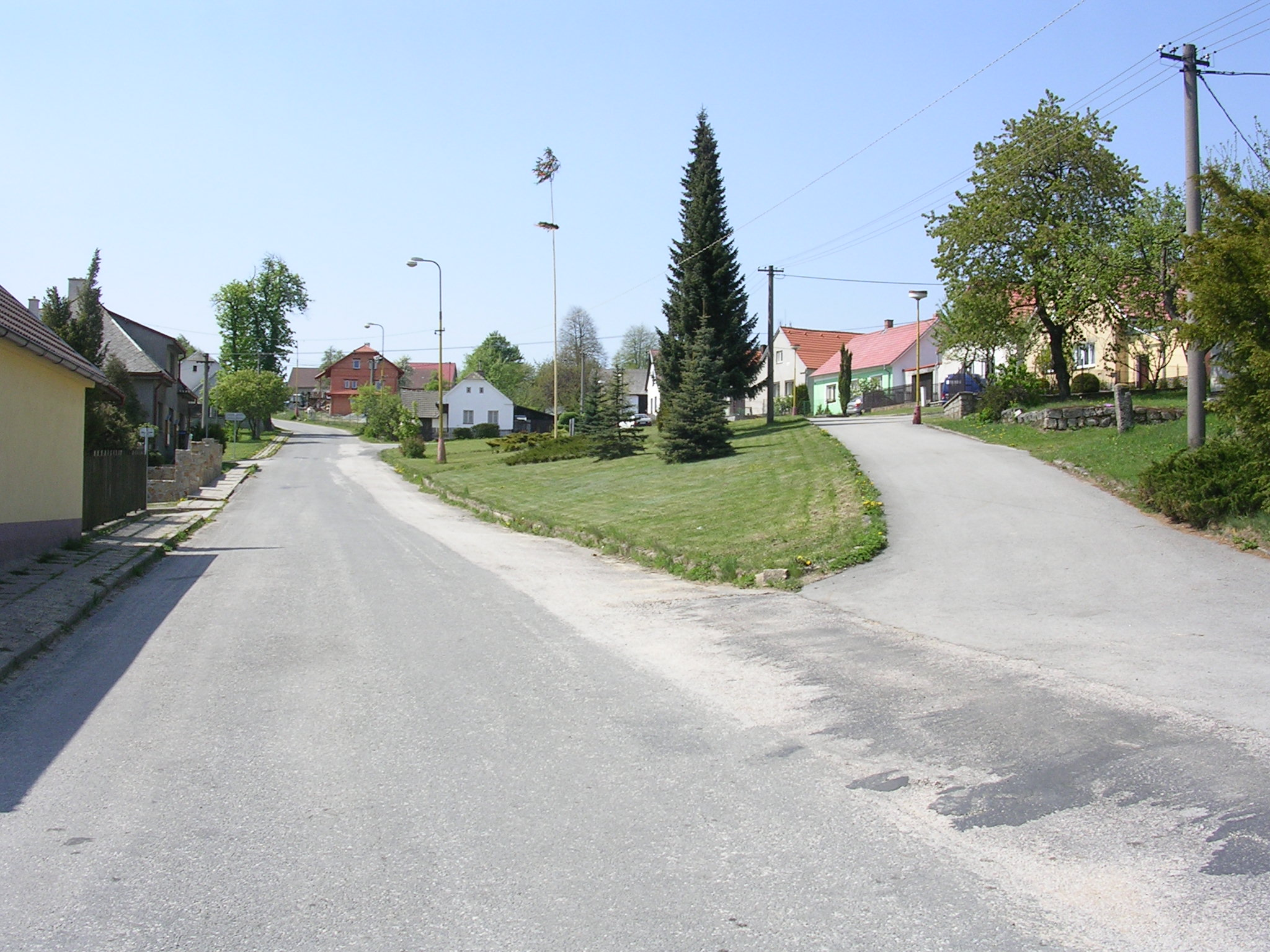
Heřmaneč, Dorfplatz

Heřmaneč befindet sich in einem Seitental rechtsseitig des Bolíkovský potok im Zentrum der Javořická vrchovina und ist Teil des Naturparkes Česká Kanada. Das Dorf liegt am Fuße des 662 m hohen Vršek, südöstlich erhebt sich der Zadní radlický vrch (668 m).
Nachbarorte sind Maršov im Norden, Brandlín im Nordosten, Radlice im Osten, Lipnice im Südosten, Valtínov im Süden, Mosty im Südwesten, Suchdol im Westen sowie Olšany und Velký Jeníkov im Nordwesten.

## Geschichte
Erstmals urkundlich erwähnt wurde der Ort im Jahre 1243. Bis zur Mitte des 14. Jahrhunderts befand sich das Dorf in den Händen des örtlichen Adelsgeschlechts von Heřmaneč und nachfolgend erwarben die Herren von Neuhaus den größten Teil von Heřmaneč. Diesen Anteil überließ Heinrich III. von Neuhaus 1392 dem katholischen Spital in Slavonice.
Heřmaneč wurde 1638 Teil der zur Herrschaft Dačice gehörenden Ländereien in Markvarec. Im Jahre 1775 bestand das Dorf aus 17 Gehöften. Im Jahr 1840 lebten in dem Dorf 217 Menschen. Die Einwohnerschaft gehörte der tschechischen Volksgruppe an. Konfessionell waren etwa die Hälfte der Bewohner evangelisch und die Katholiken bildeten die zweite große Gruppe im Ort. Nach der Aufhebung der Patrimonialherrschaften wurde Heřmaneč 1848 zum Ortsteil von Olšany und erlangte 1867 seine Selbständigkeit. Nach 1950 erfolgte die Eingemeindung von Maršov, Olšany und Velký Jeníkov.
Seit 2003 ist die Gemeinde der Aufsicht der Stadt Dačice unterstellt.

## Gemeindegliederung
Für die Gemeinde Heřmaneč sind keine Ortsteile ausgewiesen.